# Volna mobile
Общество с ограниченной ответственностью КТК ТЕЛЕКОМ (ТМ «Волна») — крупнейший телеком-оператор Крыма, официально начавший свою деятельность в 2016 году. Компания была основана с целью развития связи и телекоммуникаций, а также строительства современных высокотехнологичных объектов и сооружений связи на территории полуострова Крым.

## О компании
Оператор работает с помощью RAN Sharing на частотах и оборудовании мобильного оператора Win Mobile.
По состоянию на конец 2023 года, компания занимает передовое место на рынке среди прочих мобильных операторов в Республике Крым и Севастополе и обслуживает миллионы местных жителей и гостей полуострова. У Волны развитая сеть салонов продаж и обслуживания.
КТК ТЕЛЕКОМ предоставляет услуги голосовой связи и мобильной передачи данных в стандартах 2G, 3G, 4G на всей территории Республики Крым и Севастополя. А с 2023 года тарифы и услуги КТК ТЕЛЕКОМ работают по всей России на тех же условиях, что и в домашних регионах. Кроме того, в 2022 года в коммерческую эксплуатацию введена сеть фиксированного интернета по технологии xPON. Оператор обслуживает как частные лица, так и юридические. 

## История

Логотип компании до 2022 года.

Компания была основана в 2016 году и начала свою деятельность в июне того же года.
В 2019 году компания в честь запуска ЖД-сообщения по Крымскому мосту всем пассажирам, прибывавшим в Крым новым путём дарила бесплатные пакеты мобильной связи и интернета.
C 2021 года компания подписала соглашение о долгосрочном сотрудничестве с ведущим вузом Республики Крым – КФУ им. В.И. Вернадского
С марта 2022 года оператор связи Волна начал предоставлять услуги по подключению домашнего интернета по технологии xPON. За год компания проложила 3 400 км кабелей, из которых 500 – магистральные линии и стала первой организацией, предоставившей подобные услуги подключения более чем для пятидесяти населенных пунктов по всему полуострову. Абонентам стал доступен комплексный тариф «Лето», включающий мобильную связь, домашний интернет и цифровое ТВ.
В этом же году в компании произошёл ребрендинг, была обновлена линейка доступных тарифов, а также появилась возможность подключать электронную SIM-карту – eSIM. Компания сменила название бренда Волна мобайл на Волна. Также было обновлено мобильное приложение Волны и расширены его базовые функции.
В конце 2023 года новую инвестпрограмму по улучшению покрытия в городах Крыма, а интернет сделать доступным на таких же скоростях, как и в других регионах России.

## Деятельность

#### Сотовая связь
КТК ТЕЛЕКОМ предоставляет услуги подключения к сетям сотовой связи на территории Крымского полуострова. В большинстве областей Крыма подключение осуществляется в формате сети 2G-4G.

#### Связь за пределами Республики Крым
С конца 2023 года тарифы и услуги Волны работают по всей территории Российской Федерации на условиях домашних регионов.

#### Фиксированная связь
Компания предоставляет услуги проводного широкополосного доступа в интернет со скоростями вплоть до 1 Гбит/с. Для подключения проводного домашнего интернета, компанией используется технология xPON.

#### Волна бизнес
Услуги КТК ТЕЛЕКОМ, предоставляемые для бизнеса, включают в себя:
- Виртуальная АТС
- Виртуальный ассистент
- Специальные корпоративные тарифы
- Тарифы M2M
- Короткие и красивые номера
- Предоставление IP-адресов
- Установка Wi-Fi и проводного интернета
- Услуги VPN

#### eSIM
Компания предоставляет услуги онлайн- и офлайн-подключения модуля eSIM к тарифам Волны. Онлайн-подключение возможно через портал Госуслуги, а вне сети есть возможность подключения в одном из фирменных салонов Волны. 

#### Волна SALE
Компания запустила онлайн-площадку, на которой абоненты могут продавать или покупать минуты, ГБ и SMS. Волна SALE является площадкой, где пользователи сами выставляют цену и формируют баланс спроса и предложения. Компания же гарантирует честный обмен между участниками сделки.

## Партнёрство
Компания сотрудничает с различными российскими и крымскими общественными организациями, федерациями и министерствами. 
Так, в сотрудничестве с банком РНКБ, была создана серия специальных тарифов, которые можно подключить в отделениях банка. 

## Социальная политика
КТК ТЕЛЕКОМ участвует в социальных, общественных и спортивных мероприятиях на территории Республики Крым и города Севастополя а также реализует собственные проекты.
Так, в 2023 году, при поддержке оператора связи Волна, прошли Арт-выходные Волнуй Коктебель, приуроченные к юбилею Коктебеля.